# Хасьянова, Лейла Самиуловна
Лейла Самиуловна Хасьянова (род. 5 октября 1963 года, Москва, РСФСР, СССР) — российский художник, член-корреспондент Российской академии художеств (2009).

## Биография
Родилась 5 октября 1963 года в Москве.
В 1987 году — окончила Московский художественный институт имени В. И. Сурикова, мастерская портрета профессора И. С. Глазунова.
С 1989 по 1991 годы — ассистент-стажер в МГАХИ имени В. И. Сурикова по специальности изобразительное искусство (станковая живопись).
С 1991 по 1994 годы — преподаватель кафедры академической живописи МГХПА имени С. Г. Строганова.
С 1992 года по настоящее время — работает в Российской академии живописи, ваяния и зодчества Ильи Глазунова: руководитель мастерской портрета (1993—2003), заведующая кафедрой академического и анатомического рисунка (1995—1996), декан факультета живописи (2000—2011), проректор по научной работе (с 2009 года).
С 1992 года — член Московского Союза художников.
С 1996 года — член Профессионально-творческого Союза художников России.
В 2001 году — защитила кандидатскую диссертацию, тема: «Г. И. Семирадский в русской культуре второй половины ХIХ — начала XX вв.».
В 2009 году — избрана членом-корреспондентом Российской академии художеств от Отделения живописи.
Основные произведения: более 350 художественных произведений: серия портретов «Женщины России», серия портретов строителей БАМа, учёных-металлургов, учёных-метеорологов, лётчиков-испытателей, циклы по Японии, Индии, арабским странам.
Произведения находятся коллекциях музеев России и за рубежом: в музее Ф. И. Тютчева, «Русской комнате» в Европейском отделении ООН в Женеве, Музее Магнитогорского металлургического комбината, Музее металлургии и материаловедения (галерея ученых-металлургов, Героев Социалистического Труда, профессоров), Музее МИСиС (галерея портретов ректоров), Галерея Росгидромета (галерея портретов ученых-метеорологов), Музей Медико-хирургического центра имени Н. И. Пирогова, Галерея ВМО, г. Женева («Портрет Президента ВМО А. Н. Бедрицкого», Городецком краеведческом музее, «Доме графини Паниной» г. Городец, Нижегородская области, Музее истории Казанского университета, Muzeum — Zamek Górków w Szamotułach, Галерее портретов ДУМ РФ.

## Награды
- Заслуженный художник Российской Федерации (2011)
- Медаль «В память 850-летия Москвы» (1997)
- Юбилейный знак Республики Саха (Якутия) «375 лет Якутия с Россией» (2007)
- Юбилейный знак Республики Саха (Якутия) «380 лет Якутия с Россией» (2012)